# 神明神社 (中津川市苗木)
苗木神明神社（しんめいじんじゃ）は岐阜県中津川市苗木に鎮座する神明神社。旧郷社。

## 祭神
天照大御神、伊邪那岐命、事解男命、大国主命、速玉男命、火産霊神、豊受大神、伊邪那美命、菊理姫命、少彦名命、宇迦御魂命、誉田別命、天児屋根神、菅原神、八意思兼神、忌部神、大己貴神、木花佐久弥姫神、平田篤胤大人、本居宣長大人、荷田春満大人、賀茂真渕大人

## 歴史
創建不詳であるが、木曽義仲により勧進されたとの伝承が残るため、平安時代に遡ると考えられる。
遺物としては大永4年3月（1524年）の棟札が最も古い。
大永6年（1526年）に苗木城が築かれた際に現在地に移転し、苗木城の護りとして苗木藩主苗木遠山氏から厚く崇敬され、社殿や神宝を奉納されている。旧称 熊野神社。
延宝8年（1680年）に遠山友春が鳥居を奉献、享保8年（1723年）には遠山友将が社殿を改築している。
安永3年（1774年）、遠山友清が備前の名工、長船近景作の太刀を奉納した。
この刀は昭和3年（1928年）に、国宝（現重要文化財）に指定された。
明治時代に至り苗木藩で苛烈な廃仏毀釈運動が行われると、祖先の慰霊を行うために末社として祖霊社が設けられた。